# Ghiacciaio Epler
Il Ghiacciaio Epler (in lingua inglese: Epler Glacier) è un ghiacciaio tributario antartico, lungo 19 km, che fluisce in direzione ovest
dal Nilsen Plateau e va a confluire nel Ghiacciaio Amundsen, poco a sud degli Olsen Crags, nei Monti della Regina Maud, in Antartide. 
Il ghiacciaio è stato mappato dall'United States Geological Survey sulla base di rilevazioni e foto aeree scattate dalla U.S. Navy nel periodo 1960-64.
La denominazione è stata assegnata dall'Advisory Committee on Antarctic Names (US-ACAN) in onore di Charles F. Epler, della U.S. Navy, magazziniere dello Squadron VX-6 durante l'Operazione Deep Freeze del 1966 e 1967.